# Piñeiro (Covelo)
Piñeiro (oficialmente San Xoán do Piñeiro) es una parroquia española del municipio de Covelo, perteneciente a la provincia de Pontevedra, en la comunidad autónoma de Galicia.

## Toponimia
El lugar puede aparecer referido como «Piñeiro», «O Piñeiro», «San Juan de Piñeiro» y «San Xoán do Piñeiro».

## Historia
Hacia mediados del siglo XIX, el lugar, por entonces referido como una feligresía, tenía contabilizada una población de 240 habitantes. Aparece descrito en el decimotercer volumen del Diccionario geográfico-estadístico-histórico de España y sus posesiones de Ultramar de Pascual Madoz con las siguientes palabras:

PIÑEIRO (San Juan): felig. en la prov. de Pontevedra (5 leg.), part. jud. de Cañiza (2), dióc. de Tuy (5 1/2), ayunt. de Cobelo 3/4): sit. al O. de la sierra del Suido; reinan con mas frecuencia los aires del N. y S.; clima templado y sano. Tiene 54 casas en los l. de Areas y la Iglesia; esta bajo la advocacion de San Juan Bautista es aneja de la de San Mamed de Sabajanes. En el térm. y al S. de la parr. hay una ermita titulada Ntra. Sra. de la Guia. Confina el térm. N. Estacas; E. y S. Maceira, y O. Barcia de Mera; estendiéndose 1/2 leg. de N. á S. y 1/4 de E. á O. Cruza por el centro de esta felig. un riach. que nace en la sierra del Suido, y se dirige al r. Tea; en medio de los dos espresados l. tiene un puente. El terreno es de inferior calidad, y sus montes que son Barreiros y Castro en dicha sierra, únicamente producen esquilmo. Los caminos conducen á las parr. inmediatas, su estado es malo: el correo se recibe de Cañiza y Punteareas. prod.: maiz, centeno, legumbres y pastos; se cria ganado vacuno, de cerda, lanar y cabrio: caza de liebres, conejos y perdices, y alguna pesca de truchas. ind.: la agrícola y 3 molinos harineros. comercio: estraccion de ganados y maiz. pobl.: 62 vec., 240 alm. contr.: con su ayuntamiento (V.)
(Madoz, 1849, p. 48)

En 2022, tenía empadronados 80 habitantes.

## Patrimonio
Hay en la parroquia una iglesia de San Juan Bautista.